# Prawosławie w Niemczech

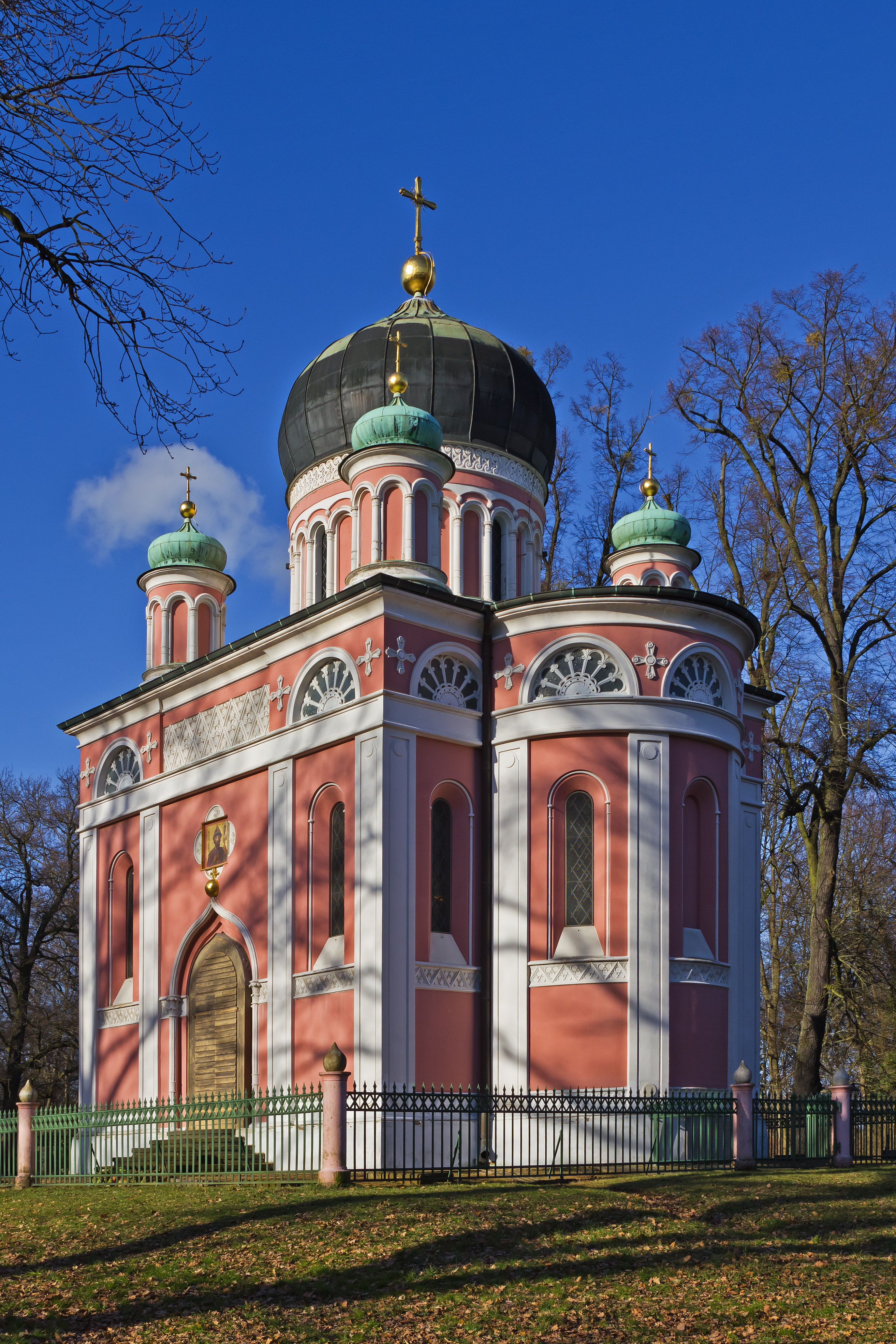
Cerkiew św. Aleksandra Newskiego w Poczdamie

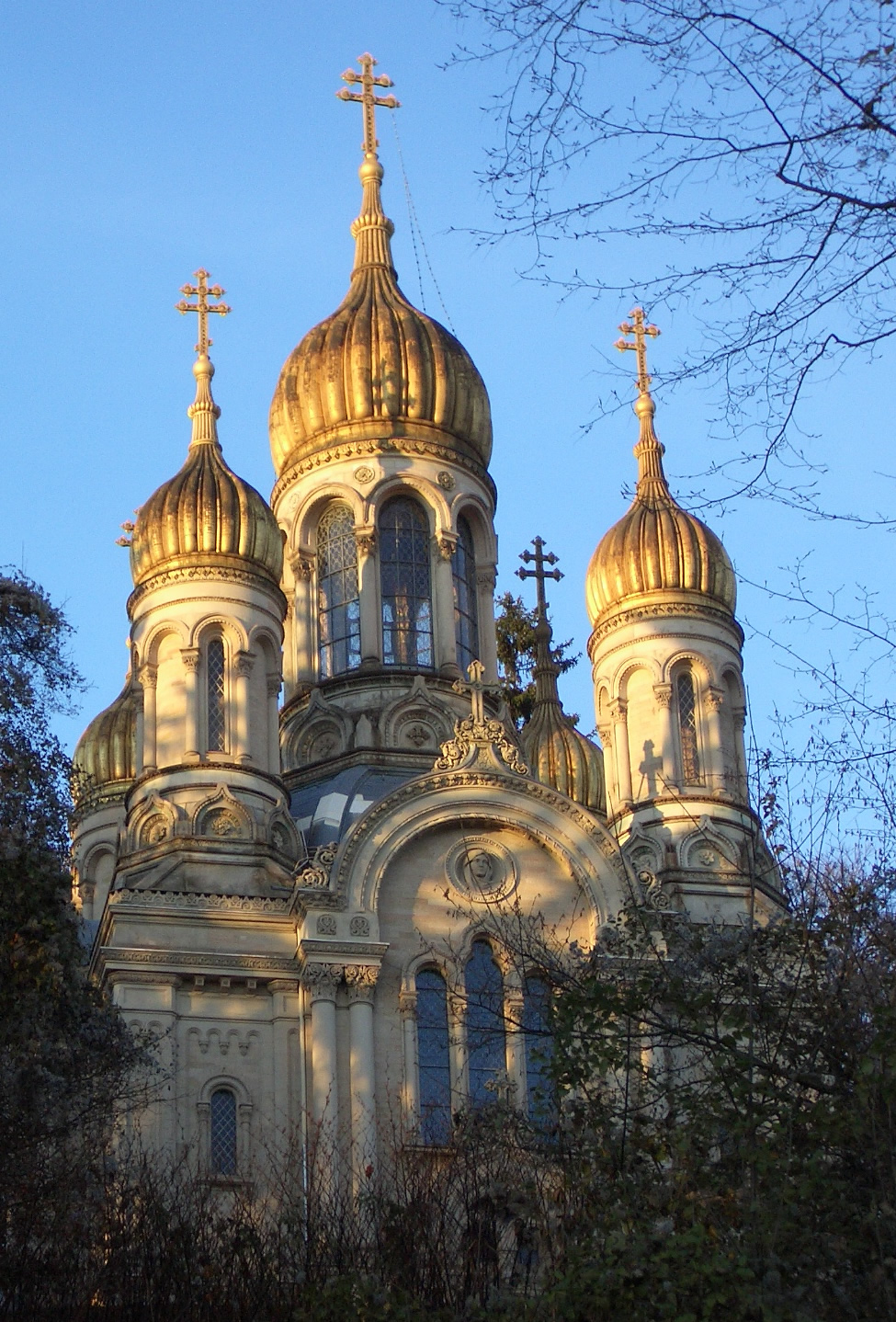
Cerkiew św. Elżbiety w Wiesbaden

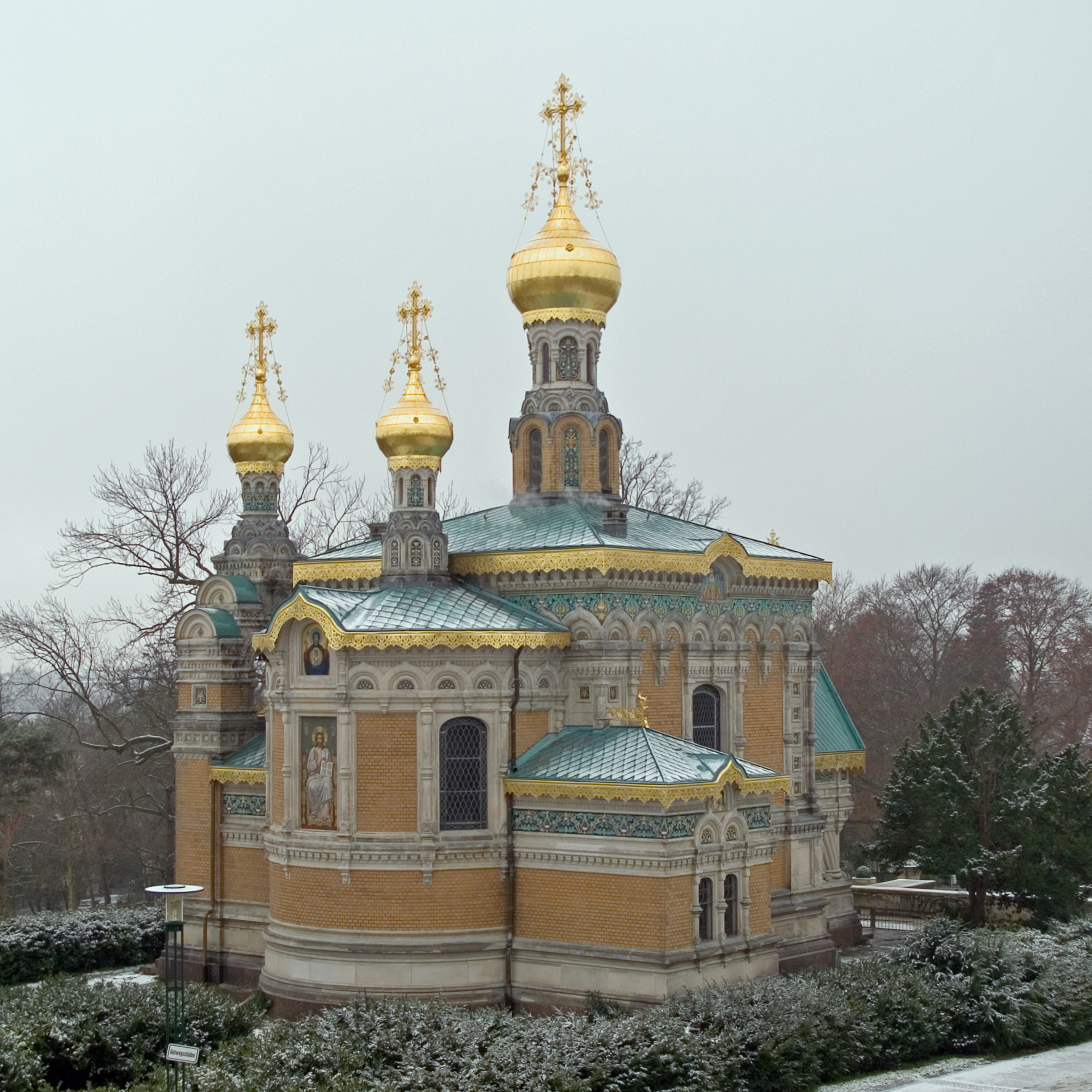
Cerkiew św. Marii Magdaleny w Darmstadt

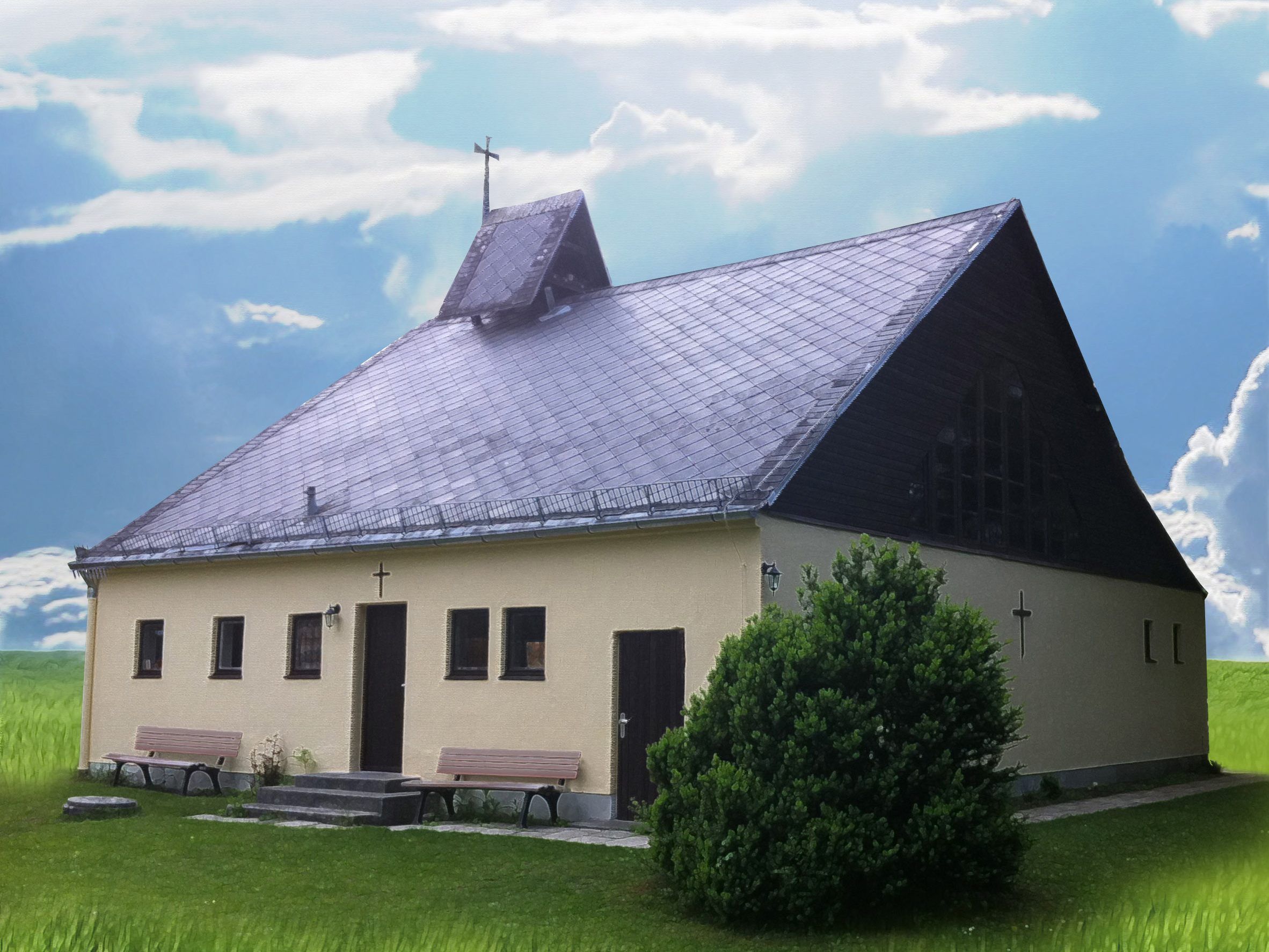
Cerkiew św. Wachtanga Gorgasalego w Monachium (Gruziński Kościół Prawosławny)

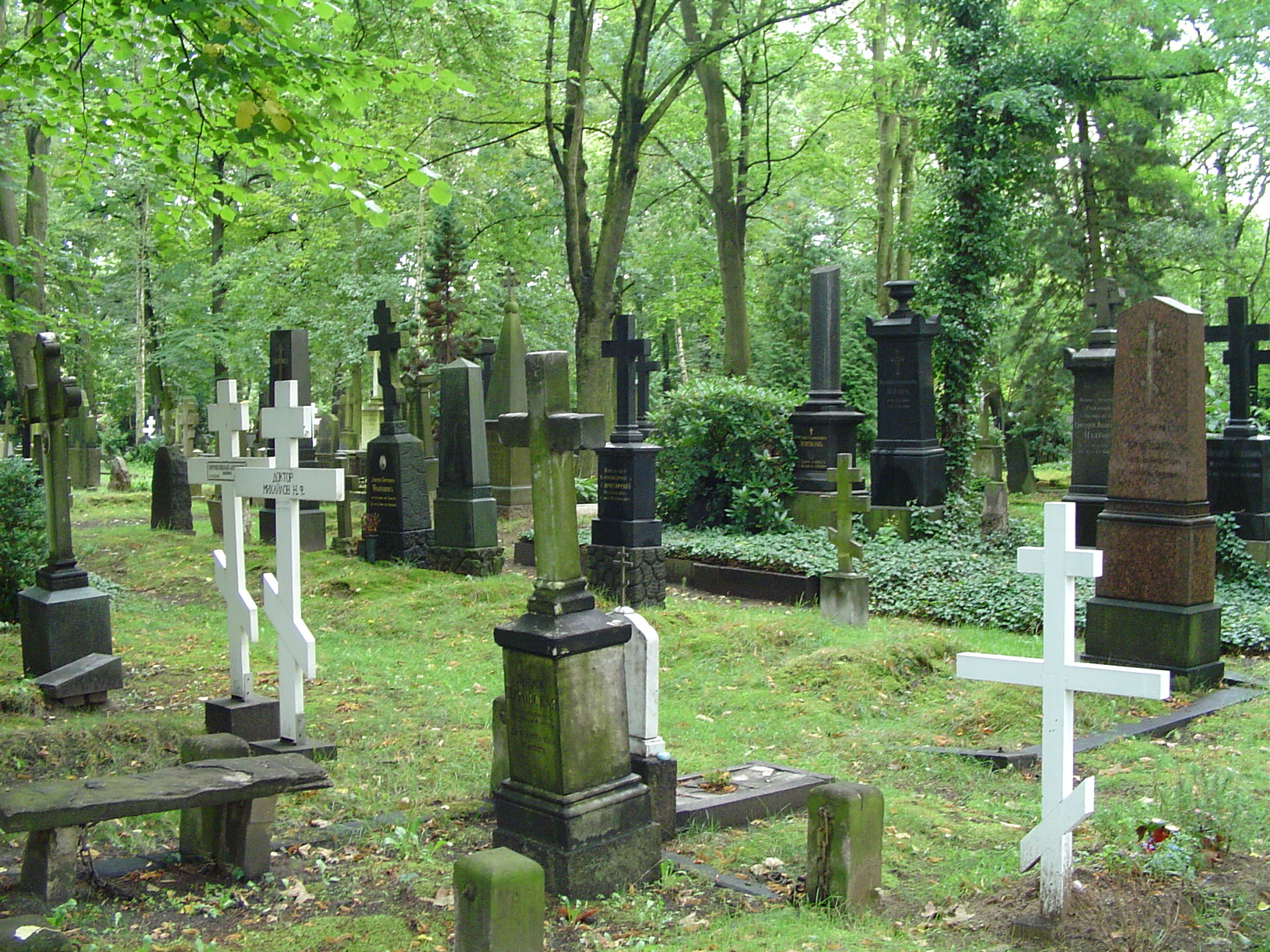
Cmentarz prawosławny w Berlinie

Prawosławie w Niemczech jest obecne od XVIII w., jednak pozostaje religią związaną z mniejszościami narodowymi rosyjską i grecką oraz z napływającymi z Europy Wschodniej imigrantami zarobkowymi. Według danych z 2005 w Niemczech żyło ok. 1,5 mln prawosławnych.

## Rosyjski Kościół Prawosławny

### Pierwsze ślady obecności
Pierwsza stała kaplica prawosławna w Niemczech została otwarta w 1718 w rosyjskiej ambasadzie w Berlinie. Była ona obsługiwana przez kler przybyły z Rosji, podlegała jurysdykcyjnie metropolii petersburskiej. W tym samym roku została otwarta druga parafia w Poczdamie, która jednak istniała tylko kilka lat. Przez cały XVIII i XIX wiek powstawały natomiast z prywatnych inicjatyw kaplice domowe, niemające statusu parafialnego, podlegające Rosyjskiemu Kościołowi Prawosławnemu. W 1829 została otwarta cerkiew św. Aleksandra Newskiego w Poczdamie, następnie powstały świątynie w Dreźnie, Baden-Baden, Bad Ems, Lipsku, Bad Homburg, Wiesbaden, Stuttgarcie, Bad Kissingen i Darmstadt. W Berlinie powstał rosyjski cmentarz prawosławny z cerkwią Świętych Konstantyna i Heleny.
W odróżnieniu od parafii prawosławnych w innych krajach zachodniej Europy, parafie w Niemczech bardzo szybko – już w 1836 – dopuściły częściowe stosowanie języka niemieckiego w pracy duszpasterskiej, zamiast ograniczać się do cerkiewnosłowiańskiego i rosyjskiego. W niektórych parafiach stosowany jest również kalendarz gregoriański zamiast tradycyjnego juliańskiego.

### XX–XXI wiek
W czasie I wojny światowej odprawianie nabożeństw prawosławnych, jako kojarzących się z wrogim krajem – Rosją, było zabronione. W latach 20. XX wieku liczba prawosławnych żyjących w Niemczech gwałtownie wzrosła ze względu na falę białej emigracji rosyjskiej. W tym okresie w Niemczech działało 13 etnicznie rosyjskich parafii, zrzeszających 11 tys. wiernych. 4 placówki duszpasterskie prowadzone były przez Patriarchat Moskiewski i podległy mu Zachodnioeuropejski Egzarchat Rosyjskiego Kościoła Prawosławnego, dziewięć – przez Rosyjski Kościół Prawosławny poza granicami Rosji.
Od 1933, po dojściu do władzy NSDAP, jedyną legalną organizacją prawosławną w III Rzeszy był Rosyjski Kościół Prawosławny poza granicami Rosji, który otrzymał nawet zezwolenie na budowę katedry w Berlinie (przekazanej Rosyjskiemu Kościołowi Prawosławnemu w 1945). Po II wojnie światowej wszystkie parafie rosyjskie na terytorium NRD podporządkowano Patriarchatowi Moskiewskiemu, podczas gdy te w RFN uznały jurysdykcję Cerkwi Zagranicznej. Od końca lat 60. XX wieku Rosyjski Kościół Prawosławny zaczął organizować w RFN alternatywne parafie, w których jako liturgiczny obowiązywał język niemiecki.
Zjednoczone rosyjskie prawosławne struktury kościelne posiadają obecnie 34 parafie na terenie Niemiec, jednak działają one w dwóch niezależnych eparchiach: berlińskiej i niemieckiej Rosyjskiego Kościoła Prawosławnego i berlińskiej i niemieckiej Kościoła poza granicami Rosji. Ponadto w Niemczech działają parafie autonomicznego Arcybiskupstwa Zachodnioeuropejskich Parafii Tradycji Rosyjskiej, zgrupowane w dekanacie niemieckim. Ilość wiernych narodowości rosyjskiej systematycznie jednak spada i jest obecnie szacowana na ok. 50 tys. osób.

## Patriarchat Konstantynopolitański
Powstanie greckojęzycznych prawosławnych placówek duszpasterskich wiązało się z działalnością kupców z tego kraju, którzy otworzyli swoją kaplicę w Lipsku w 1743. W I połowie XIX wieku dekretem Ludwika I Grecy otrzymali do zaadaptowania na cerkiew kościół Chrystusa Zbawiciela w Monachium, do dziś siedzibę jednej z większych parafii prawosławnych w Niemczech. Od 1904 istnieje kaplica greckojęzyczna w Berlinie.
Do dalszego wzrostu liczby prawosławnych Greków zamieszkałych w Niemczech przyczyniła się powojenna emigracja z przyczyn ekonomicznych. Grecy stali się na tyle liczni, że w 1963 patriarcha Konstantynopola powołał do życia metropolię niemiecką, podlegającą Egzarchatowi Europy Środkowej. W momencie powstania metropolii jej zwierzchnik był odpowiedzialny za 12 parafii, obecnie w Niemczech działa ich 70, jednak ich liczba, ze względu na specyfikę środowiska emigracyjnego, ulega ciągłym wahaniom. Większość kleru pracującego w parafiach zyskała wykształcenie teologiczne w Grecji, jednak w jurysdykcji patriarchy Konstantynopola są również pojedyncze parafie ukraińsko-, niemiecko- i rumuńskojęzyczne oraz jeden monaster w Geilnau. Liczbę prawosławnych Greków w Niemczech szacuje się na 400 tys., co czyni z nich największą obecnie grupę narodowościową w obrębie wszystkich wiernych.

## Serbski Kościół Prawosławny
W latach 60. do Niemiec przybyło ok. 180 tys. Serbów wyznania prawosławnego, którzy podlegają eparchii Frankfurtu i całych Niemiec (wcześniej: środkowoeuropejskiej) Serbskiego Kościoła Prawosławnego. Jej siedzibą od 2015 jest Frankfurt nad Menem. Obecną liczbę prawosławnych Serbów, zrzeszonych w 34 parafiach w Niemczech szacuje się na 250 tys.

## Rumuński Kościół Prawosławny
Od 1994 na terenie Niemiec istnieje podległa temu Kościołowi metropolia Niemiec, Europy Północnej i Środkowej. Z 24 rumuńskich parafii działających w Niemczech niektóre pozostają jednak w jurysdykcji patriarchy Konstantynopola. Na terenie Niemiec żyje ok. 280 tys. prawosławnych Rumunów.

## Gruziński Kościół Prawosławny
Od 2003 Ratyzbona jest siedzibą eparchii zachodnioeuropejskiej Gruzińskiego Kościoła Prawosławnego.

## Patriarchat Antiochii
Od października 2013 parafie Patriarchatu Antiocheńskiego wchodzą w skład nowo utworzonej metropolii – Archidiecezji Niemiec i Europy Centralnej.

## Bułgarski Kościół Prawosławny
Parafie Bułgarskiego Kościoła Prawosławnego w Niemczech wchodzą w skład metropolii zachodniej i środkowej Europy. W Berlinie znajduje się główna świątynia metropolitalna – sobór św. Borysa.
Według danych z 1999 na terenie całego kraju znajdują się 282 stałe placówki duszpasterskie, które jednak w większości nie posiadają własnych cerkwi, lecz korzystają z pomieszczeń wynajmowanych przez inne wyznania chrześcijańskie. Ze względu na niski status społeczny większości wiernych prawosławnych, w kraju prawie nie są budowane nowe wolnostojące cerkwie.

## Współpraca Kościołów prawosławnych w Niemczech
Od 1994 przedstawiciele wszystkich jurysdykcji posiadających swoje parafie w Niemczech są zrzeszeni w Komisji Kościołów Prawosławnych w Niemczech, która zajmuje się koordynacją ich działań, upowszechnianiem wiedzy o prawosławiu w kraju oraz opiekuje się szeregiem stowarzyszeń religijnych, do których należą prawosławni z różnych jurysdykcji. Komisja wydaje biuletyn Orthodoxie Aktuell.